# Zvonimirovo
Zvonimirovo – wieś w Chorwacji, w żupanii virowiticko-podrawskiej, w gminie Suhopolje. W 2011 roku liczyła 112 mieszkańców.